# Аццо VIII д’Эсте
Аццо VIII д’Эсте (итал. Azzo VIII d’Este; после 1263 — 31 января 1308) — правитель Феррары с 1293 года, Модены и Реджо в 1293—1306 годах.
Наследовал отцу — Обиццо II, которого по мнению Данте сам и убил.
Воевал с Падуей (1293) и Болоньей (1295—1299). Обвинялся в убийстве подеста Болоньи Якопо дель Кассеро.
В 1305 году, уже в преклонном возрасте, женился на юной Беатриче — дочери неаполитанского короля Карла II Анжуйского. По свидетельству историка Дино Компаньи, за эту свадьбу Аццо VIII заплатил тестю огромную сумму в 51 тысячу флоринов и согласился на символическое приданое.
В 1306 году в результате восстания горожан потерял власть над Моденой и Реджо.
Завещал все свои владения Фолько — сыну своего брата Франческо (Фреско), лишив наследства других братьев и племянников. Это стало причиной Первой Феррарской войны (1308—1309).